# Tatsuya Ishikawa
Tatsuya Ishikawa (jap. 石川 竜也, Ishikawa Tatsuya; * 25. Dezember 1979 in Fujieda, Präfektur Shizuoka) ist ein japanischer Fußballspieler.

## Laufbahn
Während der Mittelschule spielte Ishikawa in der Mannschaft der Nishimashizu-Mittelschule in Fujieda, dann in der Mannschaft der Oberschule Fujieda und anschließend für die Universität Tsukuba. Nach Beendigung seines Studiums wurde er 2002 vom Erstligisten Kashima Antlers verpflichtet. 2006 wurde er an Tokyo Verdy 1969 ausgeliehen und 2007 an Montedio Yamagata, zu denen er 2009 regulär wechselte.
Mit der japanischen Nationalmannschaft qualifizierte er sich für die Junioren-Fußballweltmeisterschaft 1999.

## Errungene Titel
- J. League Cup: 2002